# Александров, Сергей Евгеньевич (советский хоккеист)
Сергей Евгеньевич Александров (род. 9 октября 1955) — советский хоккеист, защитник.

## Биография
Воспитанник ленинградского СКА. В сезоне 1973/74 дебютировал в команде второй лиги «Шторм» Ленинград. По ходу сезона 1975/76 оказался в СКА МВО Липецк. В сезоне 1977/78 провёл семь матчей в высшей лиге за СКА Ленинград. В сезоне 1978/79 — в команде второй лиги «Судостроитель» Ленинград. В следующем сезоне вместе с воронежским «Бураном» вышел в первую лигу, где отыграл три сезона.